# Берег Георга V
Бе́рег Гео́рга V (англ. George V Coast) — часть побережья Земли Виктории в Восточной Антарктиде, лежащая между 142°02' и 153°45' восточной долготы.
Берег Георга V представляет собой чередование выводных и шельфовых ледников с участками края материкового ледникового щита, который выходит непосредственно к морю.
Берег был открыт австралийской антарктической экспедицией под руководством Дугласа Моусона (1911—1914) и назван в честь английского короля Георга V.